# Centrale géothermique
Ne doit pas être confondu avec Chaufferie.
Une centrale géothermique est un type de centrale électrique dont la source primaire est l'énergie géothermique. Les technologies utilisées comprennent les turbines à vapeur sèche, les centrales à condensation et les centrales à cycle combiné. La production d'électricité géothermique est utilisée dans 27 pays, alors que le chauffage géothermique est utilisé dans 70 pays.
Les estimations du potentiel de production d'électricité de l'énergie géothermique varient de 35 à 2 000 GW. La puissance installée mondiale atteignait 13 931 MW en 2019, soit presque 14 GW. 
En 2022, les centrales géothermiques ont produit 0,33 % de l'électricité mondiale et six pays produisent plus de 10 % de leur électricité grâce à la géothermie, le record étant détenu par le Kenya, dont les centrales géothermiques produisent 42,7 % de l'électricité. Les principaux producteurs sont les États-Unis (19,7 % du total mondial), l'Indonésie (17,1 %), la Turquie (11,4 %), les Philippines (10,7 %) et la Nouvelle-Zélande (8,7 %).
L'électricité géothermique est considérée comme durable car l'extraction de chaleur est faible comparée à l'enthalpie de la planète. Les émissions des centrales géothermiques existantes sont en moyenne de 122,7 g de CO2 par kWh d'électricité (104,4 g de CO2 et 18,3 g d'eqCO2 de CH4). Cela représente environ un huitième des émissions d'une centrale à charbon conventionnelle.

## Histoire

### XIXesiècle

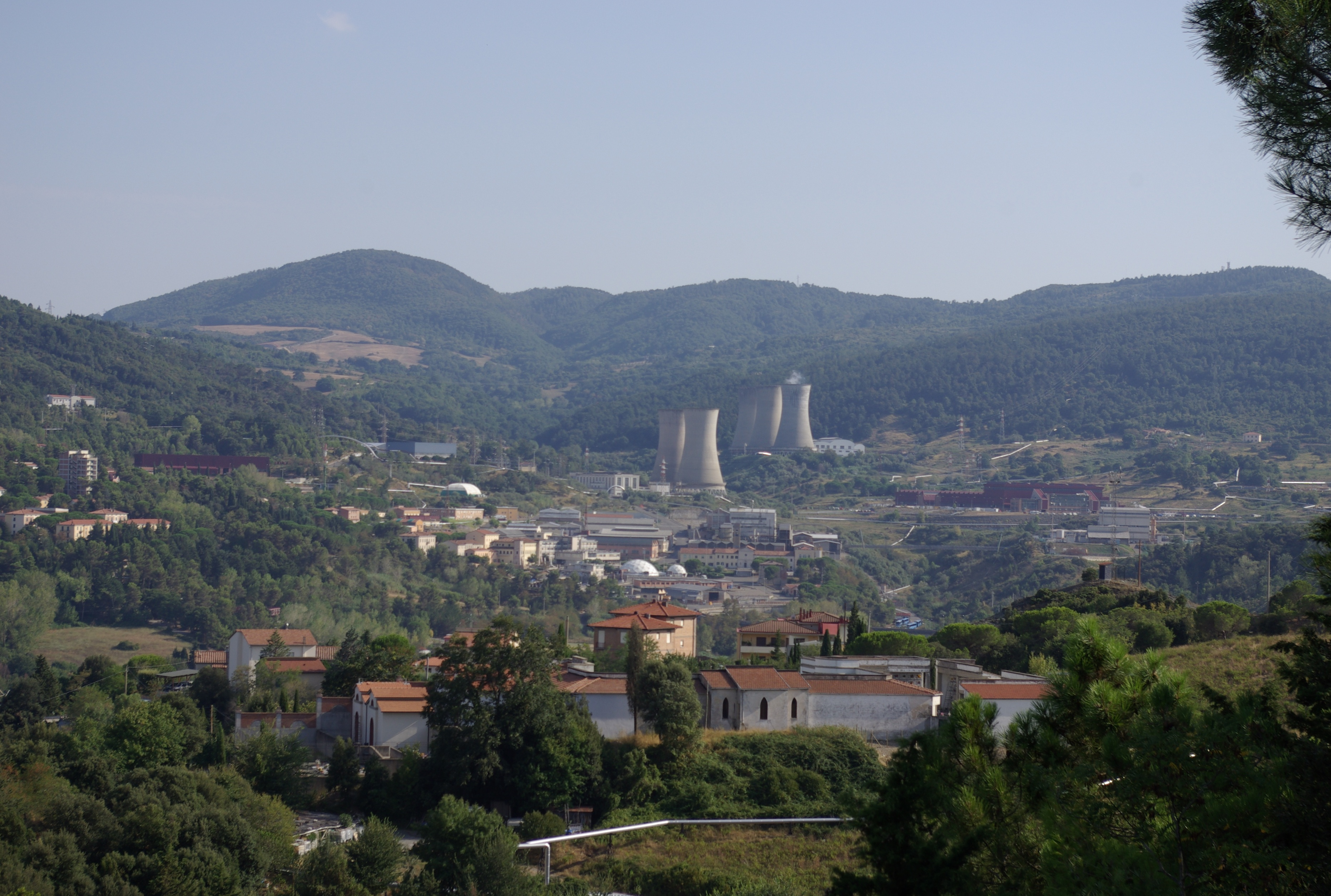
Centrale de Larderello.

En 1818, François de Larderel, un Français, considéré comme le père de la géothermie, met au point une technique permettant de recueillir la vapeur émise par les "lagoni" de la région de Livourne en Italie et de la faire sortir à une pression suffisante pour alimenter les chaudières d'évaporation nécessaires à l'extraction de l'acide borique des boues naturellement riches en substances boriquées. La technique sera perfectionnée en 1827, puis en 1833, lorsque seront effectués les premiers travaux de forage qui permettront d'augmenter la quantité de vapeur qui, plus tard, conduira à produire de l'électricité. Le grand-duc Léopold II de Habsbourg-Toscane soutient l'entreprise de Larderel et lui accorde le titre de comte de Montecerboli. Une ville, baptisée Larderello en hommage à l'action de l'industriel, est fondée pour accueillir les ouvriers travaillant dans l'usine de production de l'acide borique.

### XXesiècle

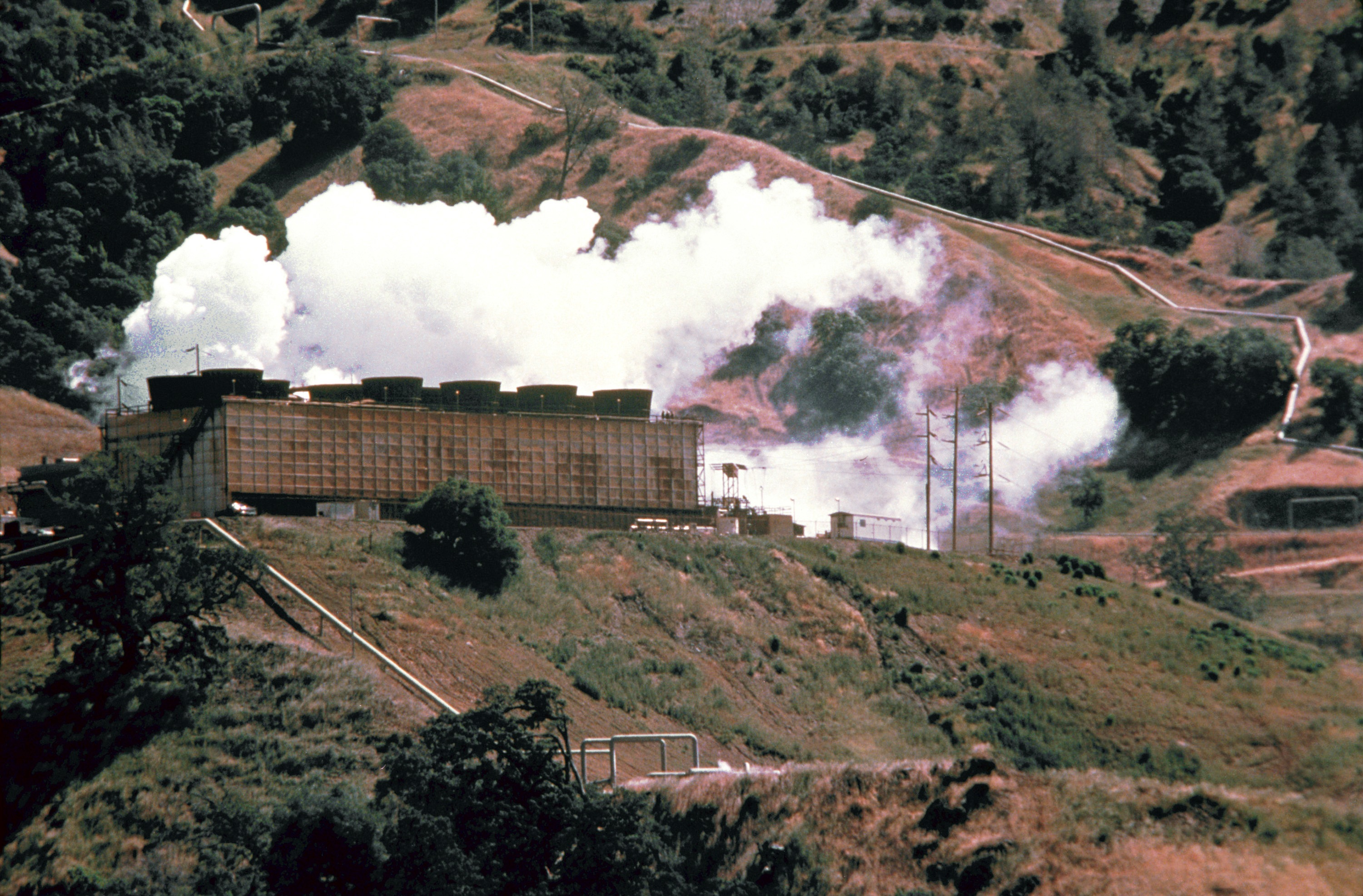
Centrale géothermique de Geyserville dans le champ de The Geysers en Californie (1982).

Au XXe siècle, la demande croissante d'électricité a conduit à prendre en considération la géothermie comme ressource. Le Prince Piero Ginori Conti a procédé à l'inauguration du premier générateur d'électricité géothermique, issu des travaux de François de Larderel, le 4 juillet 1904 à Larderello. Ce générateur réussit à allumer quatre ampoules. 
En 1911, les premières centrales géothermiques commerciales au monde sont construites[réf. nécessaire]. 
Des générateurs expérimentaux sont construits à Beppu au Japon et à The Geysers en Californie, dans les années 1920, mais l'Italie reste le seul producteur industriel d'électricité géothermique au monde jusqu'en 1958.
En 1958, la Nouvelle-Zélande devint le second producteur industriel d'électricité géothermique lorsque sa centrale de Wairakei est mise en service. Wairakei est la première centrale à utiliser la technologie à condensation.
En 1960, Pacific Gas and Electric Company a mis en service la première centrale électrique géothermique viable aux États-Unis à The Geysers en Californie. La turbine originelle dura plus de 30 ans et produisait 11 MW nets.
La première démonstration d'une centrale à cycle combiné a été réalisée en 1967 en Russie ; elle a été introduite aux États-Unis en 1981 à la suite de la crise de l'énergie de 1973 et de changements substantiels des politiques réglementaires. Cette technologie permet d'utiliser des ressources de bien plus faible température que celles qui étaient auparavant récupérables. En 2006, une centrale à cycle combiné à Chena Hot Springs en Alaska entra en service, produisant l'électricité à partir d'une température de fluide historiquement basse de 57 °C.

### XXIesiècle

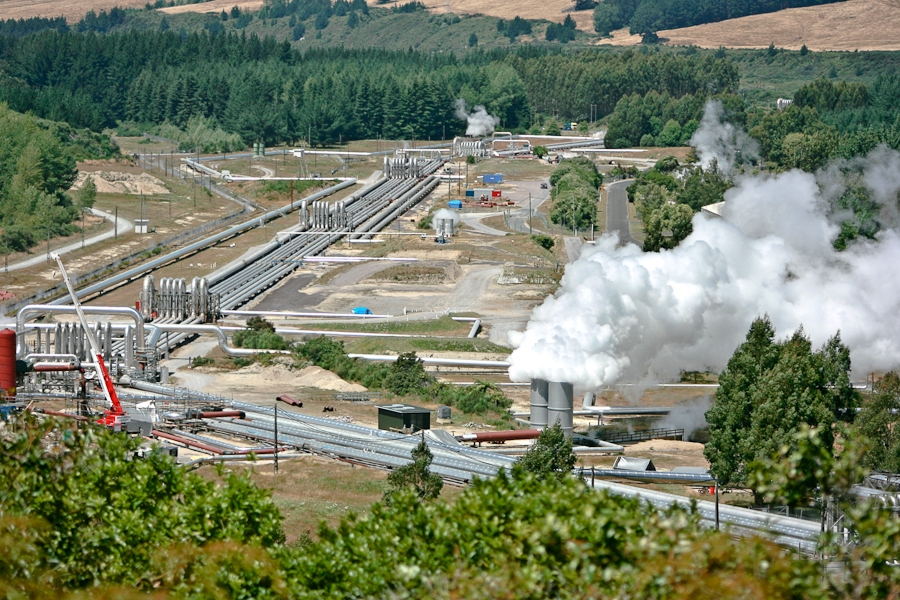
Centrale géothermique de Wairakei en Nouvelle-Zélande (2009).

Puissance géothermique mondiale : ;.

Les centrales électriques géothermiques ont été jusqu'à récemment construites exclusivement là où des ressources géothermiques à haute température sont disponibles près de la surface. Le développement de la centrale à cycle combiné et des améliorations dans les forages et la technologie d'extraction peuvent permettre des EGS (enhanced geothermal systems - systèmes géothermiques stimulés) sur une aire géographique beaucoup plus étendue. Des projets de démonstration sont opérationnels à Landau in der Pfalz en Allemagne et Soultz-sous-Forêts en France, alors qu'une tentative antérieure à Bâle en Suisse fut abandonnée après qu'elle eut déclenché des tremblements de terre (séisme induit). D'autres projets de démonstration sont en construction en Australie, au Royaume-Uni et aux États-Unis.

## Ressources

EGS (Enhanced geothermal system - Système géothermique avancé): 1:Réservoir 2:Local pompes 3:Échangeur de chaleur 4:Salle des machines 5:Puits de production 6:Puits d'injection 7:Eau chaude envoyée au chauffage urbain 8:Sédiments poreux 9:Puits d'observation 10:Socle rocheux cristallin.

L'enthalpie (chaleur contenue) de la planète est d'environ 1 × 1031 joules. Cette chaleur migre naturellement, vers la surface, par conduction à un débit de 44,2 TW et est réapprovisionnée par la désintégration radioactive à un débit de 30 TW.
Ces débits d'énergie représentent plus du double de la consommation courante d'énergie primaire de l'humanité, mais la majeure part de cette énergie est trop diffuse (approximativement 0,1 W/m2 en moyenne) pour être récupérable. La croûte terrestre agit efficacement comme une épaisse couverture isolante qui doit être transpercée par des conduits de fluide (de magma, eau, etc.) pour libérer la chaleur sous-jacente.
La production d'électricité nécessite des ressources à haute température qui ne peuvent venir que des grandes profondeurs. La chaleur doit être transportée vers la surface par la circulation d'un fluide, à travers des conduits de magma, des sources chaudes, la circulation hydrothermale, des puits de pétrole, des forages d'eau, ou une combinaison de ces voies. Cette circulation existe parfois naturellement là où la croûte est fine : les conduits magmatiques apportent la chaleur près de la surface, et les sources chaudes l'apportent directement à la surface. Si aucune source chaude n'est disponible, un puits peut être creusé dans un aquifère chaud. Loin des bords des plaques tectoniques, le gradient géothermique est de 25 à 30 °C par kilomètre de profondeur sur la majeure partie de la planète, et les puits devraient être profonds de plusieurs kilomètres pour permettre la production d'électricité. La quantité et la qualité de ressources récupérables augmentent avec la profondeur de forage et avec la proximité des bords des plaques tectoniques.
Dans des sols chauds mais secs, ou lorsque la pression de l'eau est inadéquate, l'injection de fluide peut stimuler la production. Les développeurs forent deux puits sur un site candidat et fracturent la roche entre ces deux puits avec des explosifs ou de l'eau sous haute pression. Ensuite ils injectent de l'eau ou du dioxyde de carbone liquéfié dans un forage, qui ressort par l'autre forage sous forme de gaz. Cette approche est dénommée énergie géothermique de roches chaudes fissurées (en anglais Hot Dry Rock) en Europe, ou Enhanced Geothermal Systems (EGS) en Amérique du Nord (Systèmes Géothermiques Stimulés en français). Le potentiel disponible grâce à cette approche peut être bien plus élevé que par les méthodes conventionnelles de captage d'aquifères naturels.
Les estimations du potentiel de production d'électricité de l'énergie géothermique varient entre 35 et 2 000 GW selon la taille des investissements. Ceci ne prend pas en compte la chaleur non électrique récupérée par cogénération, pompe à chaleur géothermique et autre usage direct. Un rapport de 2006 du Massachusetts Institute of Technology (MIT), qui inclut le potentiel of Systèmes Géothermiques Stimulés, estimait qu'en investissant 1 milliard de dollars dans la recherche et développement sur 15 ans il serait possible de créer 100 GW de puissance de production électrique d'ici 2050 aux États-Unis. Ce rapport du MIT estimait que plus de 200 zettajoules (ZJ = 1021 J) seraient extractibles, avec la possibilité de porter ce potentiel à 2 000 ZJ par des perfectionnements technologiques - assez pour couvrir la totalité des besoins d'énergie mondiaux actuels pour plusieurs millénaires.
Les pays dont le potentiel de production d'électricité géothermique serait le plus élevé sont l'Indonésie : 29 GW, le Japon : 23 GW, le Chili : 16 GW, le Pakistan : 12 GW, le Mexique : 10,5 GW, le Kenya : 10 GW, l'Inde : 10 GW et les États-Unis : 9,06 GW.
Actuellement, les forages géothermiques dépassent rarement une profondeur de 3 kilomètres. Les estimations maximales des ressources géothermiques supposent des puits de 10 kilomètres. Forer à des profondeurs de cet ordre est maintenant possible dans l'industrie pétrolière, bien que ce soit une opération coûteuse. Le puits d'exploration le plus profond du monde, le Forage sg3, est profond de 12,3 km. Ce record a récemment été imité par des puits pétroliers commerciaux, tels que le puits Z-12 d'ExxonMobil dans le champ de Chayvo à Sakhalin. Les puits forés à des profondeurs supérieures à 4 km coûtent généralement plusieurs dizaines de millions de dollars. Les défis technologiques consistent à forer des puits de grande taille à des coûts raisonnables et à fracturer de gros volumes de roche.
L'électricité géothermique est considérée comme durable parce que l'extraction de chaleur est faible en comparaison de l'énergie (enthalpie) contenue dans la planète, mais l'extraction doit quand même être surveillée afin d'éviter un épuisement local. Bien que les sites géothermiques soient capables de fournir de la chaleur pour plusieurs  décennies, des puits individuels peuvent se refroidir ou manquer d'eau. Les trois sites les plus anciens, à Larderello, Wairakei et The Geysers ont tous réduit leur production par rapport au maximum atteint antérieurement. Il n'apparaît pas clairement si ces centrales ont extrait l'énergie plus vite qu'elle n'était réapprovisionnée depuis de plus grandes profondeurs, ou si les aquifères qui les approvisionnaient ont été appauvris. Si la production est réduite et que de l'eau est réinjectée, ces puits peuvent théoriquement récupérer entièrement leur potentiel. De telles stratégies d'atténuation ont déjà été mises en œuvre sur certains sites. La durabilité à long terme de l'énergie géothermique a été démontrée par le champ de Larderello en Italie depuis 1913, par celui de Wairakei en Nouvelle-Zélande depuis 1958 et par celui The Geysers en Californie depuis 1960.

## Types de centrales
Les centrales géothermiques sont semblables aux turbines à vapeur des centrales thermiques : la chaleur fournie par une source chaude (dans le cas de la géothermie, le cœur de la Terre) est utilisée pour chauffer de l'eau ou un autre fluide. Ce fluide est ensuite utilisé pour actionner une turbine d'un générateur, afin de produire l'électricité. Le fluide est ensuite refroidi et renvoyé à la source chaude.
Centrales à vapeur sèchec'est le modèle le plus simple et le plus ancien. Elles utilisent directement la vapeur géothermique à 150 °C ou plus pour actionner les turbines.
Centrales à condensationl'on injecte de l'eau chaude à haute pression tirée des grandes profondeurs dans des cuves à basse pression et l'on utilise la vapeur de vaporisation qui en résulte pour actionner les turbines. Ces centrales requièrent des températures de fluide d'au moins 180 °C, habituellement plus. C'est le type le plus commun de centrale en fonctionnement actuellement
Centrales à cycle combinédéveloppement le plus récent, qui peut accepter des températures de fluide de 57 °C. L'eau géothermique, modérément chaude, transfère sa chaleur à un fluide secondaire dont le point d'ébullition est beaucoup plus bas que celui de l'eau. Ceci déclenche la vaporisation du fluide secondaire, qui ensuite actionne les turbines. C'est le type le plus commun de centrales géothermiques actuellement en construction. Le Cycle de Rankine organique et le Cycle de Kalina sont tous deux utilisés. L'efficacité énergétique de ce type de centrale est habituellement d'environ 10-13 %.

## Efficacité énergétique et facteur de charge
L'efficacité énergétique des centrales géothermiques est faible, environ 10 à 23 %, parce que les fluides géothermiques sont à basse température en comparaison de la vapeur des chaudières. De par les lois de la thermodynamique, cette basse température limite l'efficacité des machines thermiques dans l'extraction d'énergie utile pendant la production d'électricité. La chaleur résiduelle est perdue, à moins qu'elle puisse être utilisée directement et sur place, par exemple dans des serres, des scieries ou dans le chauffage urbain. L'efficacité énergétique médiocre du système n'affecte pas autant les coûts opérationnels que pour une centrale à charbon ou autre combustible fossile, mais elle pèse sur la viabilité de la centrale. Afin de produire plus d'énergie que les pompes n'en consomment, la production d'électricité requiert des champs géothermiques à haute température et des cycles thermiques spécialisés.
Comme la géothermie ne repose pas sur des sources d'énergie intermittentes, telles que par exemple le vent ou le solaire, son facteur de charge peut être très élevé : il a été démontré qu'il peut aller jusqu'à 96 %. Cependant la moyenne du facteur de charge des centrales était de 74,5 % en 2008, selon le GIEC, et les centrales récentes atteignent souvent des facteurs de charge supérieurs à 90 %.
La start-up texane Fervo Energy a expérimenté dans le Nevada l'utilisation des techniques de fracturation hydraulique pour injecter de l'eau à grande profondeur dans des formations rocheuses, puis de récupérer cette eau, une fois réchauffée, pour alimenter une centrale géothermique. L'idée est d'utiliser cette technique pour compenser l'intermittence des énergies éolienne et solaire en injectant de l'eau lors des périodes d'excédent des énergies intermittentes, et d'utiliser la vapeur d'eau ainsi produite pour produire de l'électricité en période de faible production des énergies intermittentes.

## Production mondiale

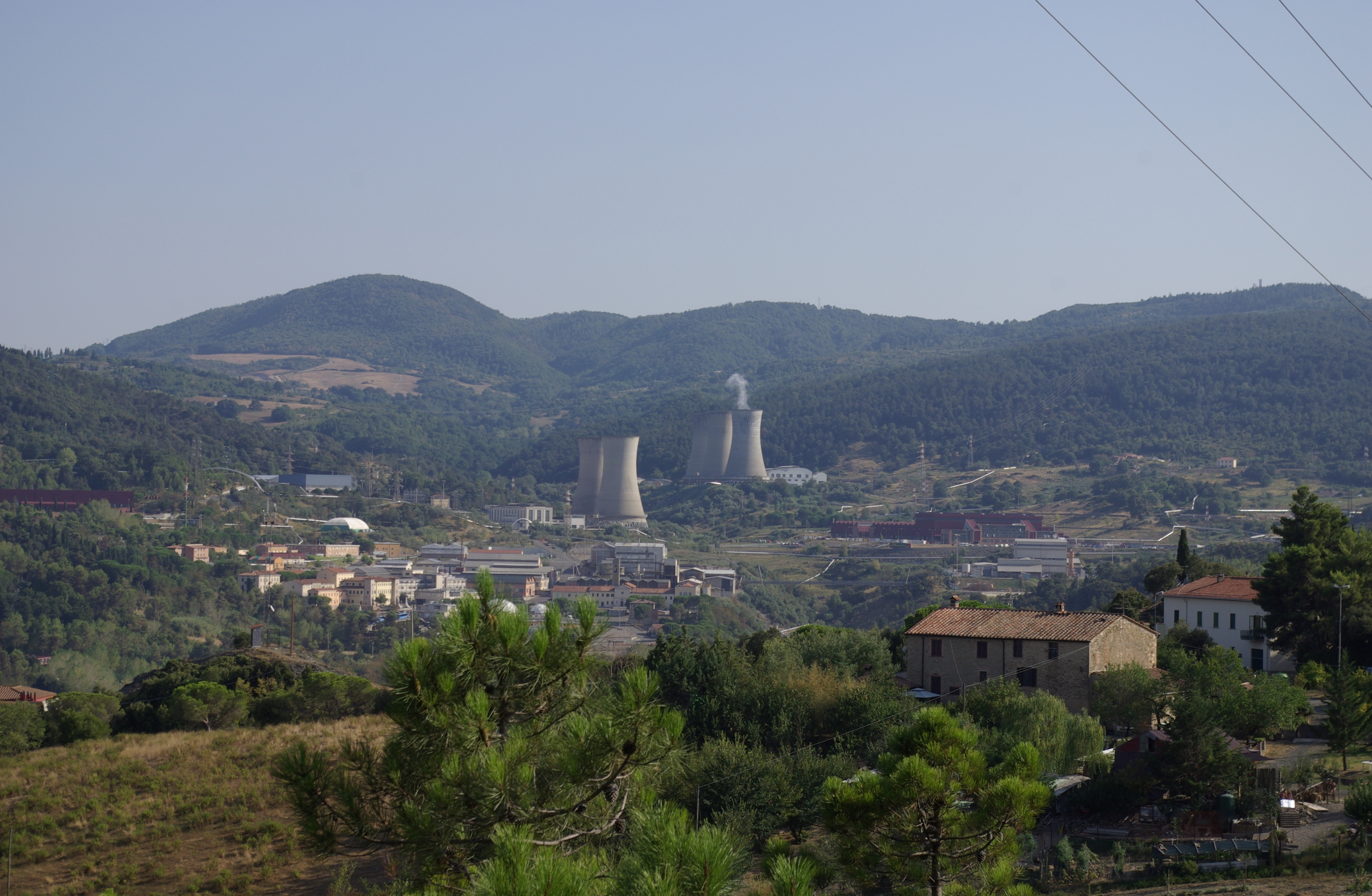
Centrale géothermique de Larderello en Italie.

En 2022, six pays produisent plus de 10 % de leur électricité grâce à la géothermie, le record étant détenu par le Kenya, dont les centrales géothermiques produisent 42,7 % de l'électricité du pays. En 2004 déjà, cinq pays (El Salvador, Kenya, Philippines, Islande et Costa Rica) en produisaient plus de 15 %.
L'Agence internationale pour les énergies renouvelables (IRENA) estime la production géothermique mondial à 98,16 TWh, dont 32 % en Asie, 24 % en Amérique du nord et 12,5 % en Europe.
| Pays | Prod. 1990 | Prod. 2000 | Prod. 2010 | Prod. 2020 | Prod. 2021 | Prod. 2022 | Part monde | Part pays | Var.2022 /1990 | Prod. 2023 |
| --- | ---------- | ---------- | ---------- | ---------- | ---------- | ---------- | ---------- | --------- | -------------- | ---------- |
| États-Unis | 16,01      | 14,62      | 17,58      | 18,83      | 19,08      | 19,14      | 19,7 %     | 0,43 %    | +19,5 %        | 19,01      |
| Indonésie | 1,12       | 4,87       | 9,36       | 15,56      | 15,90      | 16,68      | 17,1 %     | 4,4 %     | x14,8          | 16,94*     |
| Turquie | 0,08       | 0,08       | 0,67       | 10,03      | 10,79      | 11,12      | 11,4 %     | 3,4 %     | x139           | 11,00      |
| Philippines | 5,47       | 11,63      | 9,93       | 10,76      | 10,02      | 10,42      | 10,7 %     | 9,3 %     | +91 %          | 10,73*     |
| Nouvelle-Zélande | 2,13       | 2,92       | 5,89       | 8,30       | 8,45       | 8,51       | 8,7 %      | 19,1 %    | x4             | 8,25       |
| Islande | 0,30       | 1,32       | 4,46       | 5,96       | 5,80       | 5,92       | 6,1 %      | 29,4 %    | x19,7          | 6,01       |
| Italie | 3,22       | 4,70       | 5,38       | 6,03       | 5,91       | 5,84       | 6,0 %      | 2,1 %     | +81 %          | 5,69       |
| Kenya | 0,33       | 0,43       | 1,06       | 5,06       | 5,04       | 5,52       | 5,7 %      | 42,7 %    | x16,9          | 6,03       |
| Mexique | 5,12       | 5,90       | 6,62       | 5,32       | 4,36       | 4,54       | 4,7 %      | 1,3 %     | -11,5 %        | 4,32       |
| Japon | 1,74       | 3,35       | 2,63       | 2,99       | 3,01       | 2,98       | 3,1 %      | 0,3 %     | +71 %          | 3,41       |
| Costa Rica | -          | 0,98       | 1,18       | 1,69       | 1,60       | 1,62       | 1,7 %      | 12,9 %    | ns             | 1,53       |
| Salvador | 0,42       | 0,79       | 1,52       | 1,56       | 1,56       | 1,58       | 1,6 %      | 21,4 %    | +277 %         | 1,59*      |
| Nicaragua | 0,39       | 0,13       | 0,30       | 0,77       | 0,73       | 0,69       | 0,7 %      | 15,7 %    | +78 %          | 0,75*      |
| Chili | -          | -          | -          | 0,22       | 0,32       | 0,47       | 0,5 %      | 0,5 %     | ns             | 0,47       |
| Russie | 0,03       | 0,06       | 0,50       | 0,42       | 0,43       | 0,45       | 0,5 %      | 0,04 %    | x16            | 0,45*      |
| Honduras | -          | -          | -          | 0,31       | 0,35       | 0,34       | 0,3 %      | 3,0 %     | ns             | 0,29*      |
| Guatemala | -          | 0,20       | 0,27       | 0,32       | 0,31       | 0,33       | 0,3 %      | 2,5 %     | ns             | 0,28*      |
| Allemagne | -          | -          | 0,03       | 0,23       | 0,24       | 0,21       | 0,2 %      | 0,04 %    | ns             | 0,21       |
| Portugal | 0,004      | 0,08       | 0,20       | 0,22       | 0,18       | 0,19       | 0,2 %      | 0,4 %     | x48,5          | 0,20       |
| Chine | 0,06       | 0,11       | 0,12       | 0,20       | 0,19       | 0,19       | 0,2 %      | 0,002 %   | +242 %         | 0,14*      |
| France | -          | -          | -          | 0,13       | 0,10       | 0,11       | 0,1 %      | 0,02 %    | ns             | 0,11       |
| Croatie | -          | -          | -          | 0,09       | 0,09       | 0,07       | 0,07 %     | 0,5 %     | ns             | 0,02*      |
| Hongrie | -          | -          | -          | 0,02       | 0,01       | 0,004      | 0,004 %    | 0,05 %    | ns             | 0,02       |
| Total mondial | 36,43      | 52,17      | 68,14      | 95,41      | 94,92      | 97,36      | 100 %      | 0,33 %    | +87 %          | 98,16*     |
| Source : Agence internationale de l’énergie, *=Agence internationale pour les énergies renouvelables. Prod.=Production. Part monde=Part du pays dans la production géothermique mondiale. Part pays=Part de la géothermie dans la production d'électricité du pays. |            |            |            |            |            |            |            |           |                |            |

Selon un rapport de 2020, plusieurs autres pays produisaient de l'électricité à partir de la géothermie en 2020 : la Papouasie-Nouvelle-Guinée (97 GWh), l'Éthiopie (58 GWh), Taïwan (2,6 GWh), l'Autriche (2 GWh), la Belgique (2 GWh) et l'Australie (1,7 GWh). D'autres pays prévoient d'en produire en 2025, dont l'Argentine, l'Équateur et le Canada.
En 2010, les États-Unis étaient au 1er rang mondial pour la production d'électricité géothermique avec 3 086 MW de puissance installée répartie en 77 centrales. Les Philippines suivaient les États-Unis au 2e rang mondial avec 1 904 MW où l'électricité géothermique représente environ 27 % de la production électrique totale du pays.
En janvier 2011, Al Gore a déclaré au Climate Project Asia Pacific Summit que l'Indonésie pourrait devenir une superpuissance électrique dans la production d'électricité géothermique.
Le Canada est le seul grand pays sur la Ceinture de feu du Pacifique qui n'a pas encore développé l'électricité géothermique. La région dotée du meilleur potentiel est la Cordillère Canadienne, qui s'étend de la Colombie-Britannique jusqu'au Yukon, où les estimations du potentiel vont de 1 550 à 5 000 MW.
L'Inde a annoncé en 2013 un projet de développement de sa première centrale géothermique à Chhattisgarh.

## Centrales industrielles

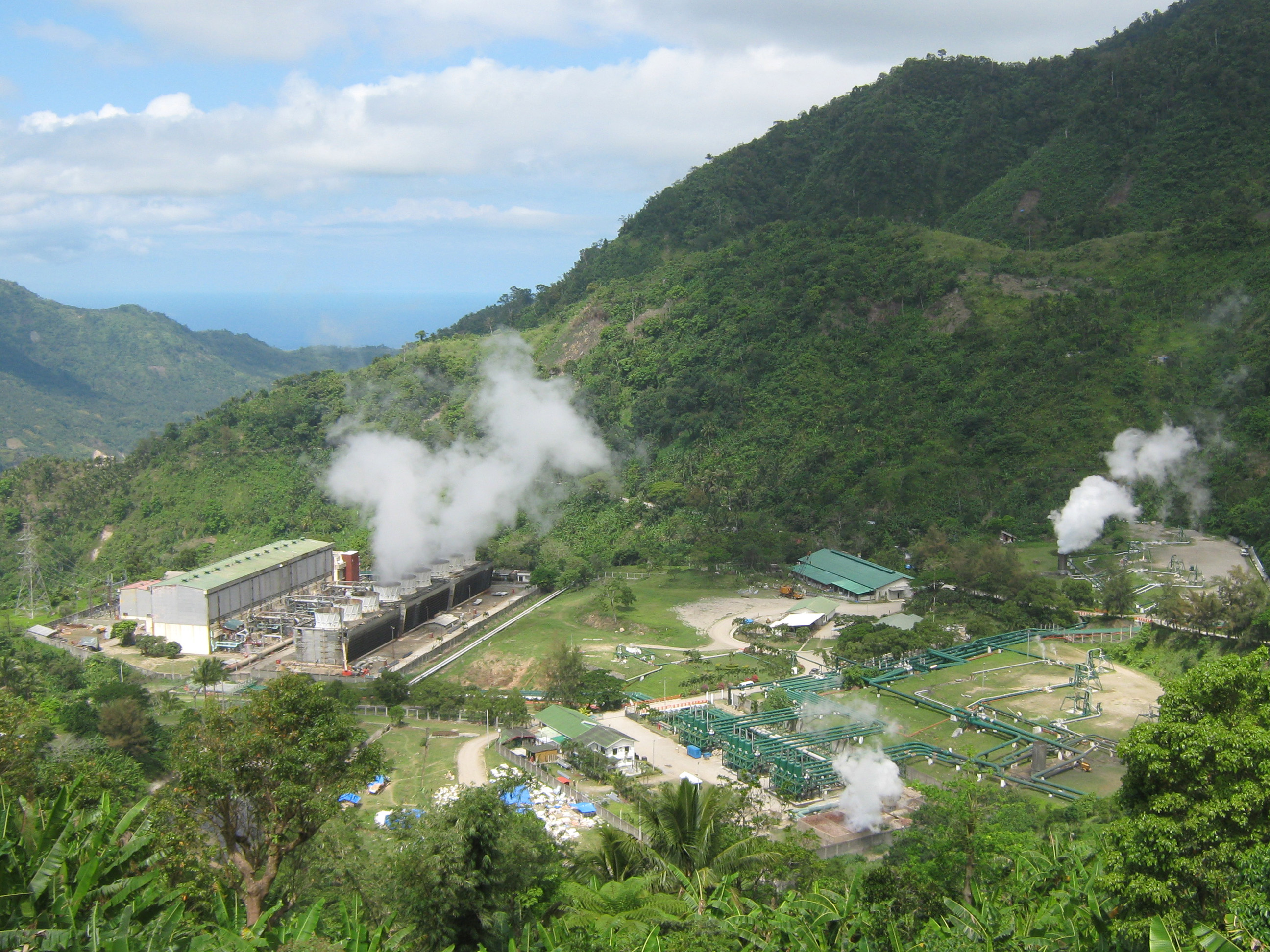
Centrale géothermique de Puhagan dans la province du Negros oriental aux Philippines.

La puissance installée des centrales géothermiques s'élève à 15 950 MW en 2020 selon un rapport présenté au congrès mondial de la géothermie 2020. Cette puissance s'est accrue de 3 667 MW depuis 2015, soit +29,9 %, dont 1 152 MW en Turquie, 949 MW en Indonésie, 599 MW au Kenya et 383 MW aux États-Unis. Les principaux pays producteurs sont les États-Unis (3 700 MW), l'Indonésie (2 289 MW), les Philippines (1 918 MW), la Turquie (1 549 MW), le Kenya (1 193 MW), la Nouvelle-Zélande (1 064 MW), le Mexique (1 006 MW), l'Italie (916 MW) et l'Islande(755 MW). Le rapport prévoit que la puissance installée passera à 19 331 MW en 2025 (+21 %) avec des accroissements très importants en Indonésie (+2 073 MW), en Turquie (+1 051 MW) et aux États-Unis (+613 MW).
La puissance installée des centrales géothermiques a progressé d'environ 0,7 GW en 2019, dont 32 % en Turquie (+232 MW après +219 MW en 2018), 25 % en Indonésie (+182 MW après +140 MW en 2018) et 22 % au Kenya (+160 MW), portant le parc mondial à 13,9 GW, dont 2,5 GW aux États-Unis (+14,8 MW en 2019), 2,1 GW en Indonésie, 1,9 GW aux Philippines, 1,5 GW en Turquie.
L'International Geothermal Association (IGA - Association Internationale de Géothermie) dénombre 12 636 MW de centrales géothermiques en fonctionnement dans 27 pays en 2015, en progression de 117 % depuis 1990.
Selon les prévisions de l'association américaine Geothermal Energy Association (GEA), cette puissance pourrait atteindre 18 400 MW en 2021 et 32 000 MW en 2030, grâce aux nombreux projets en cours ou annoncés. A la fin 2015, plus de 700 projets totalisant 12 500 MW étaient recensés dans 82 pays, en particulier en Indonésie (4 013 MW), aux États-Unis (1 272 MW), en Turquie (1 153 MW), au Kenya (1 091 MW), en Éthiopie (987 MW), aux Philippines (587 MW), en Islande (575 MW), au Mexique (481 MW), etc..
Le groupe de centrales géothermiques le plus important du monde est situé à The Geysers, un champ géothermique en Californie. Après la Californie, l'État dont la production géothermique est la plus élevée est le Nevada.
L'électricité géothermique est produite dans les 24 pays énumérés dans le tableau ci-dessous.
En France, la production d'électricité géothermique provient pour l'essentiel de la Centrale géothermique de Bouillante en Guadeloupe (15 MW).
Des systèmes géothermiques stimulés atteignant des profondeurs de plusieurs kilomètres sont opérationnels à Soultz-sous-Forêts en France ainsi qu'en Allemagne et sont en cours de développement ou d'évaluation dans au moins quatre autres pays.
| Pays                      | 2007  | 2010   | 2015   | 2016   | 2018   | 2019   |
| ------------------------- | ----- | ------ | ------ | ------ | ------ | ------ |
| États-Unis                | 2 687 | 3 086  | 3 450  | 3 567  | 2 541  | 2 555  |
| Philippines               | 1 970 | 1 904  | 1 870  | 1 930  | 1 928  | 1 928  |
| Indonésie                 | 992   | 1 197  | 1 340  | 1 375  | 1 946  | 2 131  |
| Turquie                   | 38    | 94     | 397    | 637    | 1 283  | 1 515  |
| Mexique                   | 953   | 958    | 1 017  | 1 069  | 951    | 936    |
| Nouvelle-Zélande          | 472   | 628    | 1 005  | 973    | 965    | 965    |
| Italie                    | 810,5 | 843    | 916    | 944    | 767    | 800    |
| Islande                   | 421   | 575    | 665    | 665    | 753    | 753    |
| Kenya                     | 129   | 167    | 594    | 607    | 663    | 823    |
| Japon                     | 535   | 536    | 519    | 533    | 482    | 525    |
| Salvador,                 | 204   | 204    | 204    | 204    | 204    | 204    |
| Costa Rica                | 162,5 | 166    | 207    | 207    | 207    | 262    |
| Nicaragua                 | 87    | 88     | 159    | 155    | 155    | 153    |
| Russie                    | 79    | 82     | 82     | 74     | 74     | 74     |
| Papouasie-Nouvelle-Guinée | 56    | 56     | 50     | 56     | 56     | 56     |
| Guatemala                 | 53    | 52     | 52     | 49     | 49     | 52     |
| Allemagne                 | 8,4   | 6,6    | 27     | 32     | 36     | 42     |
| Portugal                  | 23    | 29     | 28     | 29     | 29     | 29     |
| Chine                     | 28    | 24     | 27     | 26     | 26     | 26     |
| France                    | 14,7  | 16     | 16     | 16     | 16     | 16     |
| Éthiopie                  | 7,3   | 7,3    | 7,3    | 7      | 7      | 7      |
| Autriche                  | 1,1   | 1,4    | 1,2    |        |        |        |
| Australie                 | 0,2   | 1,1    | 1,1    |        |        |        |
| Thaïlande                 | 0,3   | 0,3    | 0,3    |        |        |        |
| Total                     | 9 732 | 10 708 | 12 636 | 13 300 | 13 253 | 13 931 |

Les statistiques de BP, sourcées à partir de l'IRENA, de BNEF et de IHS, sont en général cohérentes avec les sources utilisées précédemment, sauf pour les États-Unis, l'Italie, le Japon et la Russie, pour lesquels elles donnent des puissances nettement moindres.

## Économie
L'électricité géothermique ne requiert aucun combustible, et n'est donc pas sensible aux fluctuations des prix des combustibles. Cependant, les coûts en capital (coût d'investissement) sont élevés. Les forages comptent pour plus de la moitié des coûts et l'exploration de ressources profondes implique des risques significatifs. Une paire de puits typique au Nevada peut subvenir à 4,5 MW de production d'électricité et coûte environ 10 millions de dollars de forage, avec un taux d'échec de 20 %.
Au total, la construction de la centrale électrique et le forage des puits coûtent environ de deux à cinq millions d'euros par MW de puissance électrique, tandis que le coût actualisé de l'électricité produite est de 0,04 à 0,10 €/kWh.
L'électricité géothermique est hautement adaptable : une petite centrale électrique peut alimenter un village rural, bien que l'investissement puisse être élevé.
Chevron Corporation est le plus grand producteur privé mondial d'électricité géothermique. Le champ géothermique le plus développé : The Geysers en Californie, alimentait 15 centrales en 2008, toutes appartenant à Calpine, avec une puissance totale de 725 MW.

## Impacts sismiques
Dans le monde plusieurs tremblements de terre induits par des centrales géothermiques ont été constatés, dont certains ont justifié la fermeture d' l'installation comme à Bâle en 2006 et celui de Pohang (Corée du Sud) ; le plus intense (1 000 fois plus puissant que le séisme de magnitude 3,4 survenu à Bâle en Suisse en 2006).
En 2017 Pohang a subi un séisme induit de magnitude 5,4 survenu le 15 novembre 2017, qui a été classé comme le second tremblement de terre le plus intense et destructeur jamais enregistré en Corée du Sud. Il a fait 135 blessés, et son coût a été estimé à 300 milliards de won, soit 290 millions de US$. Les scientifiques ont rapidement attribué cet évènement sismique à l'usine d'exploitation géothermique en raison de la fracturation hydraulique qu'elle a utilisé. Ceci a été expliqué dans 2 études publiées dans la revue Science,. 
Le 20 mars 2019, un panel mis en place par le gouvernement de Corée du Sud a reconnu que l’activité de cette centrale géothermique est la cause la plus probable du séisme de Pohang. Le ministère du Commerce, de l’Industrie et de l’Énergie (financeur de l'usine) accepte les conclusions du groupe chargé de l’enquête, et « exprime son profond regret » aux habitants de la ville, qui bénéficieront, selon ce communiqué, de 225,7 milliards de won destinés à réparer les infrastructures de la zone la plus touchée.
Le ministère sud-coréen chargé de l’énergie a pays a exprimé son "profond regret », ajoutant que cette centrale sera démantelée. Cette centrale dite  « à système géothermique amélioré » a utilisé la fracturation hydraulique pour pouvoir améliorer sa rentabilité et son rendement en calories. L’injection d’un fluide sous pression a provoqué de petits tremblements de terre, lesquels ont réactivé des failles proches, qui sont à l’origine du séisme de 2017.

### Cas du site GEOVEN de Reichstett-Vendenheim (France)

Logo GEOVEN

Le site de Géothermie profonde de Reichstett-Vendenheim en France (Projet GEOVEN de Fonroche Géothermie) est à l’origine de plusieurs séismes et l'injection dans les puits est suspendue début décembre 2019. 
Plusieurs tremblements de terre « induits » ont été enregistrés depuis octobre 2020 sur le chantier de la société Fonroche. Le 4 décembre 2020 à 6 h 59, après un séisme de magnitude 3,59, suivi  à 11 h 10 d’une nouvelle secousse de 2,7, l’entreprise Fonroche reconnaît sa responsabilité et annonce l'arrêt des activités de la centrale de géothermie profonde de Reichstett-Vendenheim. Ce 11e séisme en cinq semaines est attribué comme les autres à « des tests réalisés en automne ». 
Le 7 décembre 2020, la préfète du Bas-Rhin remarque que « ce projet, implanté dans une zone urbanisée, n’offre plus les garanties de sécurité indispensables » et confirme par arrêté sa « décision d’arrêt définitif des travaux sur le site de Vendenheim dans le cadre d’un protocole sécurisé pour éviter au maximum tout nouveau mouvement sismique ».

## Impact environnemental
L'électricité géothermique est considérée comme durable parce que l'extraction de chaleur est faible comparée à l'enthalpie de la planète.
L'électricité géothermique est considérée comme durable car l'extraction de chaleur est faible comparée à l'enthalpie de la planète. Les émissions des centrales géothermiques existantes sont en moyenne de 122,7 g de CO2 par kWh d'électricité (104,4 g de CO2 et 18,3 g d'eqCO2 de CH4). Cela représente environ un huitième des émissions d'une centrale à charbon conventionnelle. Mais les émissions de certains gisements peuvent atteindre 500 g (Italie) ou même plus de 1 000 g (Turquie),.